# Gordie Howe International Bridge
De Gordie Howe International Bridge (Frans: Pont International Gordie-Howe) is een internationale tuibrug over de Detroit River, die momenteel in aanbouw is. De kruising zal Detroit, Michigan, Verenigde Staten van Amerika, en Windsor, Ontario, Canada, verbinden door de Interstate 75 in Michigan te verbinden met Highway 401 in Ontario (via de Rt. Hon. Herb Gray Parkway-uitbreiding van Highway 401). De brug zorgt voor een ononderbroken doorstroming van het snelwegverkeer, in tegenstelling tot de huidige configuratie met de nabijgelegen Ambassador Bridge die verbinding maakt met de stadsstraten aan de kant van Ontario. 
De brug is vernoemd naar de Canadese ijshockeyspeler Gordie Howe, die 25 jaar bij de Detroit Red Wings speelde en twee jaar voor de bouw begon, overleed.